# Kōzō Tashima
Kōzō Tashima (田嶋 幸三?, Tashima Kōzō; Prefettura di Kumamoto, 21 novembre 1957) è un ex calciatore e dirigente sportivo giapponese, di ruolo centrocampista.
Da febbraio 2016 è membro del Consiglio FIFA, e il 27 marzo successivo è stato eletto presidente della Japan Football Association.

## Statistiche

### Presenze e reti nei club
| Stagione | Squadra           | Campionato | Campionato | Campionato |
| Stagione | Squadra           | Comp       | Pres       | Reti       |
| -------- | ----------------- | ---------- | ---------- | ---------- |
| 1980     | Furukawa Electric | JSL1       | 14         | 4          |
| 1981     | Furukawa Electric | JSL1       | 14         | 1          |
| 1982     | Furukawa Electric | JSL1       | 11         | 1          |
|          | Totale            |            | 39         | 6          |